# Ralf Andreas Breth
Ralf Andreas Breth (* 30. September 1954 in Heppenheim) ist ein deutscher Diplomat im Ruhestand.

## Leben
Ralf Breth studierte Rechtswissenschaften an der Universität von Frankfurt am Main. Nach dem Eintritt in den Auswärtigen Dienst folgten Verwendungen im Auswärtigen Amt (Rechtsabteilung), an den Botschaften in Mexiko und Uganda sowie bei der Beobachtermission der EU für Jugoslawien. Von 1995 bis 1997 war er Generalkonsul in Hermannstadt, Rumänien. Danach folgte bis 2002 eine erneute Verwendung im Auswärtigen Amt (Wirtschaftsabteilung). Während dieser Zeit fungierte er im Range eines Vortragenden Legationsrates zwischen 1999 und 2002 zusammen mit dem Legationsrat Erster Klasse Andreas Kindl als Beauftragter des Auswärtigen Amtes für den Ausschuss zur Untersuchung der CDU-Spendenaffäre.
Von 2002 bis 2005 war er Generalkonsul der Bundesrepublik Deutschland in Izmir. 2005 wurde er als Nachfolger von Irene Hinrichsen Botschafter in Nordmazedonien. Diesen Posten übte er bis 2008 aus. 2011 übernahm er den Vorsitz der OSZE-Mission in Skopje. Von 2015 bis 2016 war er Botschafter in Turkmenistan. Anschließend war er von 2017 bis 2020 Botschafter in Botswana und trat dann in den Ruhestand.